# Anosia nigrippus
Anosia nigrippus är en fjärilsart som beskrevs av Richard Haensch 1909. Anosia nigrippus ingår i släktet Anosia och familjen praktfjärilar. Inga underarter finns listade i Catalogue of Life.